# جرمل

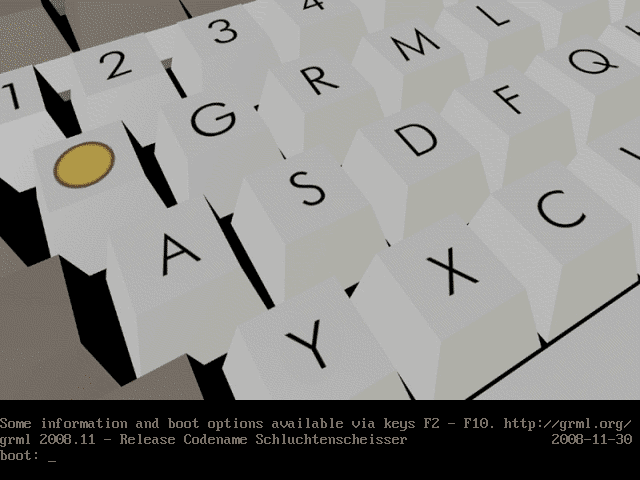
شاشة اقلاع جرمل 2008.11

 جرمل  (بالإنجليزية: Grml)‏ هو نظام تشغيل معتمد على دبيان. صممت في الأساس لتعمل كقرص حي, لكن تستطيع ان تجعلها تعمل من فلاش درايف. وكذلك تحتوي جرمل على برامج مناسبة لمدراء الانظمة وغيرهم من مستخدمي الأدوات النصية، والكشف التلقائي عن الأجهزة. يمكنك استخدام جرمل (على سبيل المثال), كنظام للإنقاذ، أو في تحليل الأنظمة/الشبكات. بدون تثبيته على القرص الصلب، حتى انك تستطيع تشغيله بدون قرص صلب.
تستخدم جرمل نظام النافذة اكس من اجل الحصول على واجهة رسومية. جنبا إلى جنب من مدراء نوافذ يتسمون بالبساطة مثل فلكس بوكس, والاوبن بوكس. مع برامج أخرى مثل فايرفوكس الذي تم تضمينه بالتوزيعة.

## روابط خارجية
- الموقع الرسمي